# Devils Head
Devils Head är ett berg i Kanada.   Det ligger i provinsen Alberta, i den centrala delen av landet, 3 000 km väster om huvudstaden Ottawa. Toppen på Devils Head är 2 261 meter över havet. Devils Head ingår i Palliser Range.
Terrängen runt Devils Head är kuperad åt nordost, men åt sydväst är den bergig. Trakten runt Devils Head är nära nog obefolkad, med mindre än två invånare per kvadratkilometer.. Det finns inga samhällen i närheten. 
Trakten runt Devils Head består i huvudsak av gräsmarker.